# 22905 Liciniotoso
22905 Liciniotoso è un asteroide della fascia principale. Scoperto nel 1999, presenta un'orbita caratterizzata da un semiasse maggiore pari a 2,2245479 UA e da un'eccentricità di 0,0964220, inclinata di 4,76395° rispetto all'eclittica.